# Centropyge multispinis
Centropyge multispinis là một loài cá biển thuộc chi Centropyge trong họ Cá bướm gai. Loài này được mô tả lần đầu tiên vào năm 1867.

## Từ nguyên
Từ định danh của loài được ghép bởi hai từ trong tiếng Latinh: multi ("nhiều") và spinis ("gai, ngạnh"), hàm ý đề cập đến 2–4 gai trên xương nắp mang, nhiều hơn hẳn so với các loài Centropyge khác.

## Phạm vi phân bố và môi trường sống
C. multispinis có phạm vi phân bố rộng rãi trên Ấn Độ Dương. Từ Biển Đỏ, phạm vi của loài này trải dài về phía đông dọc theo bờ biển Yemen và Oman, phía nam dọc theo bờ biển Đông Phi, bao gồm Madagascar và các đảo quốc xung quanh; từ bờ tây Ấn Độ về phía nam đến Sri Lanka, Maldives và quần đảo Chagos; từ bờ biển Andaman thuộc Myanmar và Thái Lan đến phía bắc đảo Sumatra (Indonesia).
C. multispinis sống gần các rạn san hô viền bờ và rạn san hô trong các đầm phá, thường là khu vực có nền đáy là san hô vụn, độ sâu đến ít nhất là 30 m.

## Mô tả
C. multispinis có chiều dài cơ thể tối đa được biết đến là 14 cm. Cơ thể của chúng có màu nâu pha vàng kim hoặc nâu đơn sắc với các vệt sọc dọc màu đen ở hai bên thân. Trên nắp mang có một đốm đen lớn viền xanh lam. Vây lưng, vây hậu môn, vây đuôi và vây bụng có viền màu xanh óng ở rìa.
Số gai vây lưng: 13–15; Số tia vây ở vây lưng: 15–17; Số gai vây hậu môn: 3; Số tia vây ở vây hậu môn: 17–18; Số tia vây ở vây ngực: 15–17.

## Sinh thái học
Thức ăn chủ yếu của C. multispinis là tảo, nhưng cũng có thể ăn cả động vật giáp xác. C. multispinis thi thoảng cũng được thu thập cho việc buôn bán cá cảnh.